# Jurinea alata
Jurinea alata là một loài thực vật có hoa trong họ Cúc. Loài này được (Desf.) Cass. mô tả khoa học đầu tiên.